# Indische gaper
De Indische gaper (Anastomus oscitans) is een grote waadvogel uit de familie van de ooievaars. Hij komt voor in tropisch Azië, strekkende van India en Sri Lanka tot aan Zuidoost-Azië.

## Beschrijving
De Indische gaper is een breed gevleugelde, hoogvliegende vogel die zich vaak laat thermieken op warme luchtstromen. Het is een vrij kleine ooievaarachtige, met een lengte tussen de 68 en 81 centimeter staand op de grond.
De mannetjes onderscheiden zich hierbij van de vrouwtjes doordat ze iets groter zijn. Ook is de snavel van het mannetje langer en zwaarder dan die van het vrouwtje.

### Snavel
De vogel heeft zijn naam te danken aan zijn karakteristieke snavel net zoals die bij zijn Afrikaanse familiegenoot, de Afrikaanse gaper. Ze hebben beide een nauw gat tussen de twee snavelhelften. In het Engels wordt hij daarom ook open bill stork genoemd. De bovenste helft is recht, terwijl de onderste helft een kleine wending heeft waardoor het gat veroorzaakt wordt. Het gat kan een lengte hebben bij volwassen exemplaren van een kleine zes centimeter. De snavelkleur is een doffe groen-hoornachtige kleur. Ook zitten er rood- of zwartgekleurde vlekken en strepen.

### Verenkleed
Over het algemeen is de Indische gaper een grijze vogel. De schouders, vliegveren en sommige gedeelten van de staart zijn zwart van kleur. Tijdens het broedseizoen verandert het grijze verenkleed in een helder wit verenkleed en krijgen de zwarte veren een glans met paars en groene kleuren. Het verenkleed verandert weer in grijs nadat de eieren zijn gelegd.

### Poten
De poten en tenen van de Indische gaper hebben een doffe, vleesachtige kleur. 